# Carvajal-Syndrom
Das Carvajal-Syndrom ist eine sehr seltene angeborene Form eines Fehlbildungssyndroms mit einer Kombination von Wollhaaren, Palmoplantarkeratose und Dilatativer Kardiomyopathie im Kindesalter. Da das Syndrom der Naxos-Krankheit ähnelt, wird es auch als Variante derselben bezeichnet.
Synonyme sind: Wollhaare-Palmoplantarkeratose-dilatative Kardiomyopathie-Syndrom; Carvajal Variante des Naxos Syndroms; KWWH Typ II; Keratoderm mit Wollhaaren Typ II; Wollhaar-palmoplantare Hyperkeratose-dilatative Kardiomyopathie-Syndrom; Wollhaare-Palmoplantarkeratose-dilatative Kardiomyopathie-Syndrom.
Die Erstbeschreibung stammt aus dem Jahre 1998 durch den ecuadorianischen Arzt Luis Carvajal-Huerta.

## Verbreitung
Die Häufigkeit wird mit unter 1 zu 1.000.000 angegeben, die Vererbung erfolgt zumindest weit überwiegend autosomal-rezessiv.

## Ursache
Der Erkrankung liegen Mutationen im DSP-Gen auf Chromosom 6 Genort p24.3 zugrunde, welches für das Zelladhäsionsprotein Desmoplakin kodiert.
Mutationen in diesem Gen finden sich auch bei der Letalen akantholytischen Epidermolysis bullosa, einer letal verlaufenden Form der Epidermolysis bullosa simplex (LAEB), sowie mit autosomal-dominantem Erbgang bei der Hereditären isolierten arrhythmogenen Kardiomyopathie, dem EKC-Syndrom und der Keratosis palmoplantaris striata.

## Klinische Erscheinungen
Klinische Kriterien sind:
- Manifestation bereits bei Geburt mit Wollhaaren
- Entwicklung der palmoplantaren Hyperkeratose im ersten Lebensjahren
- im Kindesalter Erweiterung des linken Ventrikels mit verminderter Kontraktilität des Herzmuskels (Dilatative Kardiomyopathie)
- plötzlich auftretende Herzinsuffizienz, plötzlicher Herztod ist möglich[8]

## Diagnose
Die Diagnose ergibt sich aus der Kombination klinischer Befunde und kann durch humangenetische Untersuchung gesichert werden.